# Wyżnie Dudowe Siodło
Wyżnie Dudowe Siodło – położona na wysokości około 1460 m płytka przełęcz w północnej grani Siwego Zwornika w polskich Tatrach Zachodnich. Znajduje się pomiędzy Wierchem Świerkule (ok. 1490 m) a Wielkim Opalonym Wierchem (1485 m). Stoki południowo-zachodnie opadają do Doliny Dudowej (odnoga Doliny Chochołowskiej), północno-wschodnie do bezimiennego żlebu mającego wylot po zachodniej stronie Niżniej Polany Kominiarskiej w Dolinie Lejowej.
Rejon przełęczy porasta las, na lotniczych zdjęciach mapy Geoportalu widać jednak, że jest to młody las zarastający trawiaste tereny. Dawniej stoki przełęczy były obszarami pasterskimi (tzw. haliznami) hali Kominy Dudowe i hali Kominy Tylkowe.

## Przypisy

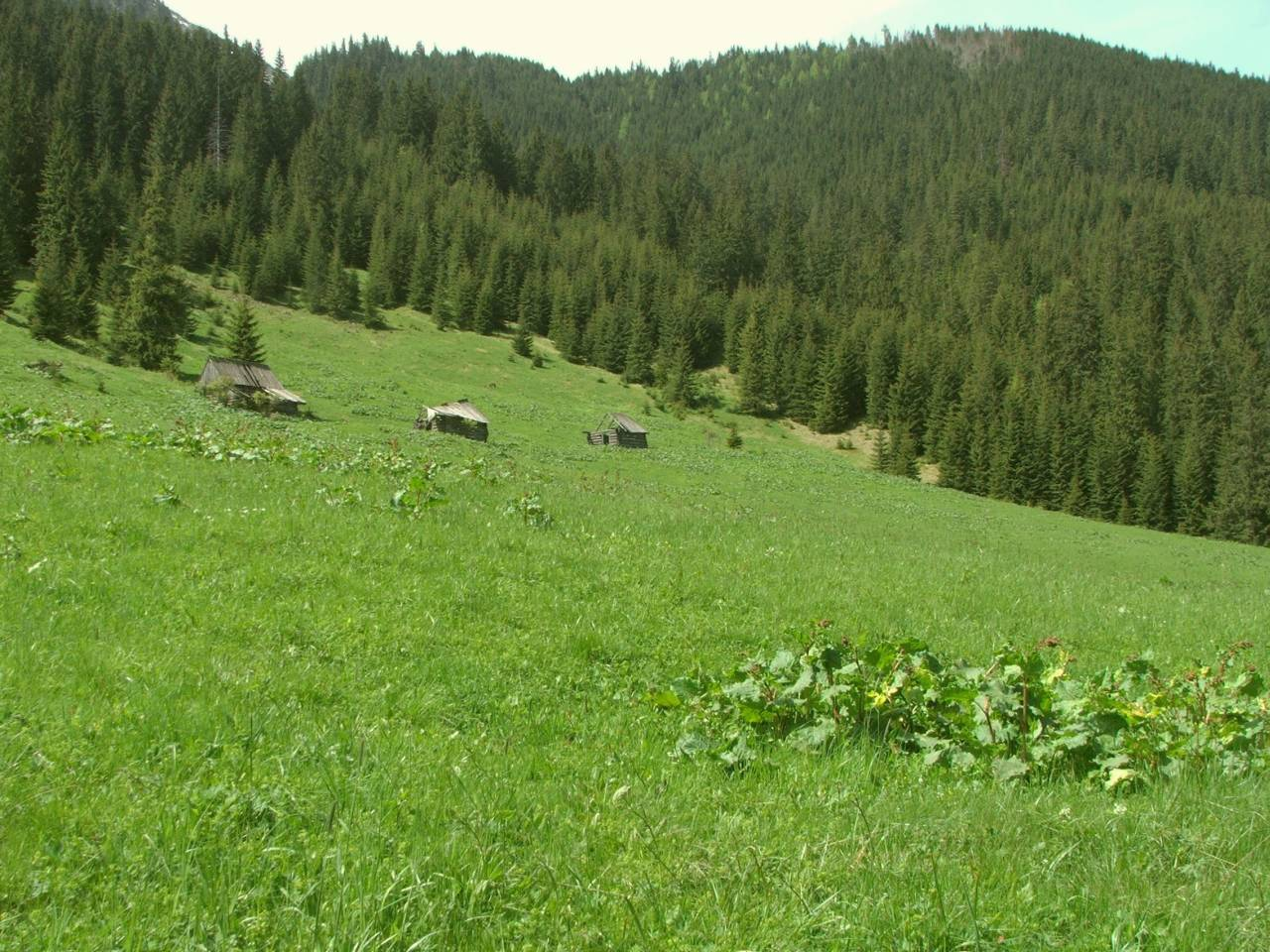
Widok z Niżniej Polany Kominiarskiej na Wierch Świerkule, Wyżnie Dudowe Siodło i Wielki Opalony Wierch